# Beautiful (Eminem-Lied)
Beautiful (englisch für „Wunderschön“) ist ein Lied des US-amerikanischen Rappers Eminem. Der Song ist die fünfte Singleauskopplung seines sechsten Studioalbums Relapse und wurde am 11. Mai 2009 veröffentlicht. Es ist das einzige Stück des Albums, das Eminem bereits 2007 aufnahm, als er noch unter Drogeneinfluss stand.

## Inhalt
Der Track ist die einzige Ballade auf dem Album Relapse. Eminem berichtet darüber, wie er aufgrund der Drogenabhängigkeit in eine Depression verfiel und fast den Glauben an die Zukunft verlor. 
Das Lied beginnt mit einem Sample des Songs Reaching Out von Queen + Paul Rodgers, in dem das Lyrische Ich meint, es wäre schon zu lang allein gewesen und man könne seine Gefühle nur noch schwer erreichen. Eminem beginnt über seine Depression zu rappen und sagt, dass er nicht mehr allein aus der Trägheit hinauskomme und Hilfe benötige. Er versuche, sich durch Texten den Druck von der Seele zu schreiben, doch komme nicht mit dem Gedanken zurecht, dass er seine Rapkarriere vielleicht beenden müsse und einen neuen Ausgleich brauche. Eminem sei schwer in der Rapszene zu ersetzen und um ihn wirklich zu verstehen, müsse man Tausend Meilen laufen. Im Refrain spricht er den Hörer an, dass dieser mit ihm sinnbildlich die Schuhe tauschen solle, um die Welt aus seiner Sicht zu sehen, bevor er sich ein Urteil über ihn bilde. Außerdem macht er allen Leuten Mut, sie sollen sich nicht sagen lassen, dass sie nicht schön wären, sondern ihren eigenen Stärken vertrauen und ehrlich zu sich selbst sein. Der zweite Vers knüpft an die Depressionsthematik an. Eminem denkt, er habe seinen Humor verloren und fühle sich kalt. Er vermeide Blickkontakt, da er keine Lust auf Aufmerksamkeit und Gespräche mit anderen Leuten habe. Er brauche keine Fans, die ihm in den Arsch kriechen und über jeden seiner Witze lachen, wobei diese nicht mal lustig sind. Stattdessen will er, dass sie sich seine Geschichte anhören, um ihn zu verstehen. Im dritten Vers ruft Eminem dazu auf, dass jeder sein Leben selbst in die Hand nehmen und sich nicht reinreden lassen solle. Er rappt über seine Kindheit, als er ohne Vater aufwuchs und häufig die Schule wechselte. Er wollte immer ein cooles Kind sein, auch wenn das hieß, dass er den Klassenclown spielen musste. Erst als eine Aktion schieflief, lernte er daraus und versuchte nicht mehr, seine Freunde zu beeindrucken. Eminem sagt dem Hörer, dass dieser womöglich eine komplett andere Sicht der Dinge habe, über die er rappe und fordert ihn zu einem gemeinsamen Spaziergang auf, um sich auszutauschen. Am Ende des Liedes richtet er sich an seine Tochter Hailie und seine Nichte Alaina und sagt ihnen, sie sollen stark sein. Zu seinen Hörern meint er, dass man stolz auf sich selbst sein soll und jeder einzigartig sei.

## Produktion und Sample
Das Instrumental des Lieds wurde von Eminem in Zusammenarbeit mit Jeff Bass als Co-Produzent produziert. Dabei verwendeten sie ein Sample des Songs Reaching Out von Queen + Paul Rodgers. Die Aufnahmen zum Track fanden in den 54Sound-Studios in Ferndale statt.

## Musikvideo
Beim Video zu Beautiful führte Anthony Mandler Regie. Es besitzt lediglich eine Länge von 4:12 Minuten, da der letzte Vers weggelassen wurde.
Anfangs werden zwei Texte eingeblendet, in denen es heißt, dass Michigan 1950 einer von acht US-Bundesstaaten war, die zusammen 36 Prozent des weltweiten Bruttosozialprodukts produzierten und dass Detroit einst die größte Fertigungsstadt der Welt war. Anschließend sieht man Eminem an verschiedenen Orten in Detroit rappen, die aus dieser Zeit stammen und bereits verfallen. Zuerst befindet er sich in der Michigan Central Station, dann am Packard-Gebäude und zuletzt am Tiger Stadium, das sich zu dieser Zeit im Abriss befand. An allen drei Orten sind entsprechende Personen zu sehen, die recht betrübt sind. Dazu gehören eine alte Frau mit Koffer, mehrere Autoarbeiter, die das Werk verlassen sowie ein Jugend-Baseballteam.

## Single

### Covergestaltung
Das Singlecover zeigt einen Blick über das schneebedeckte Detroit, wobei unter anderem die Ambassador Bridge zu sehen ist. Am oberen Bildrand im Himmel stehen in weiß die Schriftzüge Eminem und Beautiful.

### Chartplatzierungen
Der Song erreichte in den deutschen Charts mit Platz 39 die höchste Position und konnte sich fünf Wochen in den Top 100 halten.
| ChartsChartplatzierungen       | Höchstplatzierung | Wochen |
| ------------------------------ | ----------------- | ------ |
| Deutschland (GfK)              | 39 (5 Wo.)        | 5      |
| Österreich (Ö3)                | 39 (3 Wo.)        | 3      |
| Schweiz (IFPI)                 | 44 (2 Wo.)        | 2      |
| Vereinigte Staaten (Billboard) | 17 (6 Wo.)        | 6      |
| Vereinigtes Königreich (OCC)   | 12 (13 Wo.)       | 13     |

### Auszeichnungen für Musikverkäufe
Im Jahr 2018 wurde Beautiful für mehr als drei Millionen Verkäufe in den Vereinigten Staaten mit einer dreifachen Platin-Schallplatte ausgezeichnet. Für über 600.000 verkaufte Einheiten erhielt das Lied zudem im Vereinigten Königreich eine Platin-Schallplatte.

| Land/Region                  | Auszeichnungen für Musikverkäufe (Land/Region, Auszeichnung, Verkäufe) | Verkäufe  |
| ---------------------------- | ---------------------------------------------------------------------- | --------- |
| Australien (ARIA)            | 3× Platin                                                              | 210.000   |
| Brasilien (PMB)              | Platin                                                                 | 60.000    |
| Dänemark (IFPI)              | Gold                                                                   | 45.000    |
| Neuseeland (RMNZ)            | 2× Platin                                                              | 60.000    |
| Vereinigte Staaten (RIAA)    | 3× Platin                                                              | 3.000.000 |
| Vereinigtes Königreich (BPI) | Platin                                                                 | 600.000   |
| Insgesamt                    | 1× Gold · 10× Platin ·                                                 | 3.975.000 |

Hauptartikel: Eminem/Auszeichnungen für Musikverkäufe
Bei den Grammy Awards 2010 wurde Beautiful in der Kategorie Best Rap Solo Performance nominiert, unterlag jedoch dem Lied D.O.A. (Death of Auto-Tune) von Jay-Z.